# Józef Grzesiak
Józef Grzesiak est un boxeur polonais né à Popów le 18 février 1941 et mort le 30 mai 2020.

## Carrière
Sa carrière amateur est principalement marquée par une médaille de bronze remportée aux Jeux olympiques de Tōkyō en 1964 dans la catégorie super-welters.

### Jeux olympiques
- Médaille de bronze aux Jeux de 1964 à Tōkyō

### Championnats de Pologne
- Champion national en 1964, 1965 et 1966